# Edifici Coliseu
L'Edifici Coliseu és una obra de Girona inclosa a l'Inventari del Patrimoni Arquitectònic de Catalunya.

## Descripció
L'Edifici neix amb la conclusió de la plaça de Sant Agustí. Crea un conjunt amb l'edifici que tenia el cinema Coliseu, però està totalment diferenciat d'ell per la composició del nou edifici i que és el que es cataloga. De planta baixa i 6 pisos el cos proper a la plaça, i de planta baixa i 5 pisos amb àtic el restant i més gran. Aquestes 2 alçades diferencien la seva composició i tractament. La primera es planteja com una gran obertura des del el segon pis al cinquè. A la planta baixa es crea una altra obertura amb pilars rodons i dins de la composició de la restant. La segona part és l'edifici allargassat i a nivell del segon pis al cinquè és una galeria volada que recull les obertures generals a través d'una malla controlada on hi ha galeries tancades i balcons-terrasses. Aquest element volat es tracta com un element sobreposat a la façana d'alineació de carrer i d'obertures diferents als laterals. La façana, ambdues, es clou amb cornisa de formigó vist.

## Història
A principis dels 2000 es va començar la seva construcció, que neix de l'enderroc de l'antic bar Coliseu (bar del cinema del mateix nom). El cinema encara és a la planta baixa de l'edifici.